# Cynorkis ampullacea
Cynorkis ampullacea là một loài thực vật có hoa trong họ Lan. Loài này được H.Perrier ex Hermans mô tả khoa học đầu tiên năm 2007.